# Podocarpus cunninghamii
Podocarpus cunninghamii é uma espécie de conífera da família Podocarpaceae.
Apenas pode ser encontrada na Nova Zelândia.

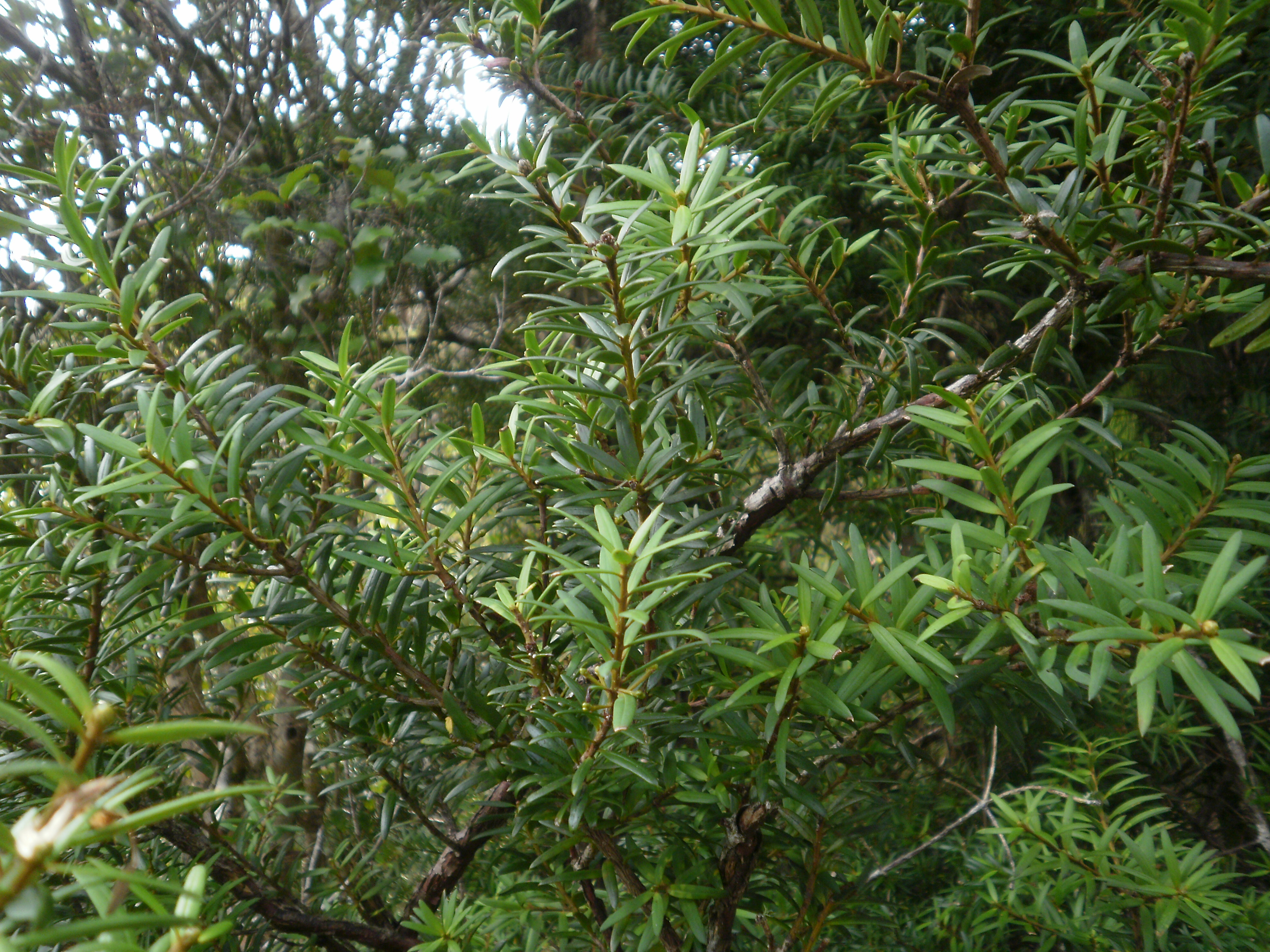